# Universal (Viana)
Universal é um bairro do município de Viana, composto pelos loteamentos:  Calabouço – Parque do Flamengo – Vila Nova – Universal - Ipanema.

## População
7.175 habitantes conforme senso de 2010 do IBGE.

## Faixa de CEP
Desde o ano de 2013 os logradouros (endereços) possuem CEP individualizado, o bairro está na faixa 29134-400 ate 29134-720, o Correios ainda dispõe de um CEP diferente para a agencia da comunidade sendo 29134-970